# 安德烈·克瓦什尼亚克
安德烈·克瓦什尼亚克（捷克語：Andrej Kvašňák，1936年5月19日—2007年4月18日），斯洛伐克男子足球运动员，司职中场、前锋。他曾代表捷克斯洛伐克参加1962年和1970年国际足联世界杯，其中1962年世界杯获得亚军。